# Кречетова, Татьяна Рэмовна
Татьяна Рэмовна Кре́четова (род. 1952) — советская и российская актриса, заслуженная артистка России (2005).

## Биография
В 1974 году окончила Высшее театральное училище имени Б. Щукина. Со второго курса играла в спектаклях Театра им. Вахтангова.
После окончания Щукинского училища получила работу в театре на Малой Бронной.
На сегодняшний день у актрисы насчитывается около 50 ролей в театре.

## Роли в театре
- «Занавески» М. Ворфоломеева — Лиза
- «Три сестры» А. П. Чехова — Наталья
- «Волки и овцы» А. Н. Островского — Глафира
- «Пути-перепутья» Ф. Абрамова — Варвара
- «Ситуация» А. Н. Арбузова — Тамара
- «Лес» А. Н. Островского — Улита
- 2003 — «Дети?!», по пьесе С. Найдёнова «Дети Ванюшина», реж. Лев Дуров — Авдотья

## Участвует в спектаклях
- HOT DOG
- Дети?!
- Нежданный гость
- Неугомонный дух
- Славянские безумства
- Страсти по Торчалову
- Цианистый калий… с молоком или без?

## Фильмография
- 1973 — Двое в пути — Галя
- 1974 — Скворец и Лира
- 1974 — Ваши права?
- 1976 — Топаз — Эрнестина
- 1977 — Осторожно, листопад!
- 1978 — Если…
- 1980 — Странный отпуск — Маша
- 1980 — Ключ
- 1981 — От зимы до зимы — Алька
- 1989 — Казённый дом
- 1993 — Стресс
- 2003 — Москва. Центральный округ — Надежда Петровна
- 2004 — Мы умрём вместе — Мама Димы
- 2004 — Москва. Центральный округ 2
- 2005 — Сквозная линия (телефильм)
- 2007 — Эксперты
- 2008 — Рыжая — Людмила
- 2012 — Без следа (22—23 серии) — Анна Ивановна
- 2015 — Весной расцветает любовь (телесериал) — Тамара Васильевна